# Bandillrar
Bandillrar är ingen systematisk grupp utan en beteckning för olika mårddjur med liknande egenskaper. De inkluderar Bandiller (Ictonyx striatus), Afrikansk bandiller (Poecilogale albinucha) och Nordafrikansk bandiller (Poecilictis libyca).